# Stanisław Saks
Stanisław Saks (ur. 30 grudnia 1897 w Kaliszu, zm. 23 listopada 1942 Warszawie) – polski matematyk z warszawskiej szkoły matematycznej, docent Uniwersytetu Warszawskiego, autor prac z teorii funkcji i analizy funkcjonalnej.

## Życiorys
Syn Filipa Saksa i Emmy z domu Bosak, miał siostrę. Początkowo uczył się w kaliskiej Szkole Handlowej. W 1907 rodzina przeniosła się do Warszawy, tam Saks kontynuował naukę w prywatnym gimnazjum Kreczmara, które ukończył w 1915. W tym samym roku zapisał się na Wydział Filozoficzny Uniwersytetu Warszawskiego, gdzie studiował matematykę.
Został członkiem Polskiej Partii Socjalistycznej, pisywał dla gazety „Robotnik”. Był uczestnikiem powstań śląskich, został odznaczony w 1921 Śląską Wstęgę Waleczności i Zasługi przyznaną przez naczelnego komendanta wojsk powstańczych, w 1922 Krzyżem Walecznych, a w 1938 został odznaczony Medalem Niepodległości. Następnie powrócił na studia doktoranckie na UW, doktorat otrzymał w 1922, tam też habilitował się w 1926. Do czasu rozpoczęcia II wojny światowej (1939) był wykładowcą UW i Politechniki Warszawskiej. Po wybuchu wojny z Niemcami wstąpił do polskiej armii, potem ewakuował się do zajętego przez Sowietów Lwowa, gdzie z innymi słynnymi matematykami pracował na tamtejszym Uniwersytecie. Po zajęciu Lwowa przez Niemców (1941) wrócił do Warszawy, tam został aresztowany i zamordowany. 
Żonaty z Zofią Karoliną z d. Korzeniowską (1902–1992), z którą  miał jednego syna Marka.